# 浜野安宏
浜野 安宏（はまの やすひろ、 1941年7月22日 - ）は、京都府京都市出身の日本のライフスタイルプロデューサー。

## 来歴
高校時代は美術を志し上京したが、すぐに美術より映画に興味を持ち、日本大学芸術学部映画演出科に進学。同時期にセツ・モードセミナーにも入学。
- 1962年 - 大学在学中に、デザイナー集団・クリエイターズリミテッド「造像団」を結成し、ファッションの分野で実績を積み始める。
- 1964年 - 企画書とダンボールに詰めた商品を持ち、伊勢丹の正面玄関に座り込むという営業パフォーマンスを行う[2]。
- 1966年 - メンズマガジン『STAG』を発行し、編集長を勤める。TBSテレビ 「ヤング720」に横尾忠則、篠山紀信らと共にレギュラー出演。
- 1968年 - サイケデリックを核コンセプトに据えたライブミュージック・ディスコ、赤坂『MUGEN』をプロデュースする。
- 1969年 - テレビ、ラジオ、新聞による販売促進広告活動「フィーリング発見」を打ち出す。同年「フィーリング」という言葉が流行語になる。
- 1970年 - シンプル自然志向のファッションメーカー『SOMETHING ELSE(株)』を設立。最初の著書『ファッション化社会』を出版。ベストセラーとなる。
- 1972年 - 世銀借款プロジェク インドネシア・バリ島ヌサドゥア地区開発計画 第1位入選。
- 1973年 - 竹下通り、最初のブティック『COUNT DOWN』をオープンする。
- 1974年 - 表参道『FROM-1st』を5年間研究開発、企画・プロデュース（1976年日本建築学会賞作品賞、及びサインボードSDA賞受賞）。
- 1975年〜1978年 - 大型クリエイティブストア『東急ハンズ』の企画・開発コンサルティングを手掛ける。
- 1976年 - 第1回 ハマノ・フリースクール パラオ（社）太平洋諸島地域研究所（旧日本ミクロネシア協会）
- 1977年 - 安藤忠雄と共同で神戸市生田区のローズガーデンを手掛ける。
- 1979年 - 板倉ビル開発計画『AXIS』総合プロデュース・コンセプト立案を手掛ける。河川湖沼の自然保護団体『フレンズ・オブ・リバー』を創立。
- 1982年 - 『ファッション・ライブシアター』と『AXIS』の総合デザイン・プロデュース活動により、'81年度毎日デザイン賞受賞。フライ・フィッシング用具を取り扱う(株)ティムコの自社アウトドアブランド『フォックスファイヤー』のコンセンプト担当。
- 1986年 - 横浜みなとみらい21 都市デザイン委員会委員、テレポート推進協議会委員
- 1987年 - 第1回 モンタナ・ワイオミング・ネイチャースクール の校長として50人の日本の子供達をアメリカのモンタナ州、ワイオミング州に旅行させ、アウトドア、自然教育を始める。
- 1988年 - 旧ダイエー・ホークス ユニフォームのプロデュース、スタジアムジャンパーのコンセプト担当。デザイン：三宅一生
- 1989年 - フォックスファイヤーのサブブランド『Fire Fox Extra』（FFX）をプロデュース。
- 1992年 - 『(株)浜野総合研究所』を設立。
- 1996年 - 『QFRONT』プロジェクトの総合プロデュース開始。
- 1998年 - 「Patagonia」東京・渋谷店・パタゴニアフラグシップストアの総合プロデュース。
- 1999年 -『QFRONT』オープン！
- 2000年 -「小説さかなかみ」
- 2014年 -ハイパーリアルムービー映画「さかなかみ」
- 2016年 -ドキュメンタリー映画 ONE MAN ONE WEEK ODYSSY 第1弾「TETON-山の声」
- 2017年 -映画「カーラヌカン」
- 2019年 - 映画「COUNTRY DREAMER 〜私の道 生きる〜!」
- 2020年 -ドキュメンタリー映画 ONE MAN ONE WEEK ODYSSY 第2弾「やさしさの草原山河に-チンギスハンの命を受け他日々」
- 2023年 -ドキュメンタリー映画「自由・無限ーBREAK THROUGHー」

## 特色
ファッション、新業態開発、建築プロデュース、等の幅広い分野で活躍しているが、釣り師（フライ・フィッシャーマン）としてもその名は知れ渡っている。川釣りを愛好している為、自然保護にも積極的に力をいれている。
７０歳を迎え、映画監督の道へ！

## 主な作品

### 映画
- さかなかみ（2014年11月8日公開)　-　監督・製作・脚本・主演[3]
- ドキュメンタリー映画 ONE MAN ONE WEEK ODYSSY「TETON 山の声」（2017年)　-　監督・主演[4]　第9回沖縄国際映画祭特別上映[5]
- カーラヌカン（2018年3月10日公開） - 監督・製作・原作[6]・主題歌「愛になれ」作詞[7]
- COUNTRY DREAMER 〜私の道 生きる〜! (2020年10月12日公開)　-　監督[8]

※2019年9月29日 アメリカ．ハリウッドの映画祭 ファミリーフイルム大賞 最優秀監督賞を受賞。 23rd Family Film  Awards  Winner2019 Best Director
- ドキュメンタリー映画 ONE MAN ONE WEEK ODYSSEY 「やさしさの草原山河に - チンギスハンの命を受けた日々」 （2023年3月28日シアター・ギルドにて公開)　-　監督・主演[9]
- ドキュメンタリー映画「自由・無限ーBREAK THROUGHー」（2023年6月17日シアター・ギルドにて公開)　-　監督・主演[10]

## 著書
- 『ファッション化社会』1970年 ビジネス社
- 『質素革命』1970年 ビジネス社
- 『人があつまる』1975年 講談社
- 『ファッションが危ない』1975年 ビジネス社
- 『若者株式会社』 1976年 ビジネス社
- 『テールウォーク』 1979年 講談社
- 『男の存在証明 - あぜ道からの文化論』 1980年 PHP研究所
- 『ファッションギオグラフィティ地球風俗曼荼羅』 1981年 神戸新聞事業社
- 『ふだん着の時代』 1981年 ビジネス社
- 『コンセプト＆ワーク』 1981年 商店建築社
- 『釣り人の詩』 1981年 講談社
- 『新野生学』 1982年 集英社
- 『人があそぶ』1984年 講談社
- 『企業トップのデザイン観』 1985年 講談社
- 『川はいきているか』 1985年 世界文化社
- 『さかなかみ』 1986年 TBSブリタニカ
- 『流通解体新書』 1986年 TBSブリタニカ
- 『遊びビジネス宣言』 1987年 TBSブリタニカ
- 『リゾート感覚』 1988年 東急エージェンシー出版部
- 『ネイチャー感覚』 1989年 東急エージェンシー出版部
- 『感動入門』 1990年 東急エージェンシー出版部
- 『35才までに何ができるか』 1990年 史輝出版
- 『ファッション都市の創造』 1992年 東急エージェンシー出版部
- 『Weの時代』 1993年 東急エージェンシー出版部
- 『浜野安宏コンセプトインデックス』 1994年 六耀社
- 『サービスの時代』 1995年 ダイヤモンド社
- 『父と子のアウトドア共育学』 1996年 廣済堂
- 『たのしい地球』 1996年 東急エージェンシー出版部
- 『エンターテイメント感覚』 1997年 ダイヤモンド社
- 『デジタルシティ』 1998年 ダイヤモンド社
- 『建築プロデューサー』 2000年 鹿島出版社
- 『ライルスタイル系』 2000年 東急エージェンシー出版部
- 『さかなかみ巡礼記』 2001年 廣済堂
- 『TEAM HAMANO&PROJECTS』 2001年 浜野総合研究所
- 『PACHINCO CIRCUS』 2002年 フィールズ(株)
- 『新質素革命』 2003年 出窓社
- 『世界秘境リゾートで巨大魚を釣る！』 2004年 世界文化社
- 『35歳から伸びる人、止まる人』 2005年 PHP文庫
- 『人があつまる　ストリート派宣言』 2005年 ノア出版
- 『共育自然学園　〜ハマノ・ネーチャースクールの30年〜』 2008年 現代書林
- 『生活地へ　〜幸せのまちづくり〜』 2009年 学陽書房
- 『はたらき方の革命』 2009年 PHP研究所
- 『想いの実現』 2012年 浜野総合研究所
- 『山の時間、街の時間。 30年のワイオミング山小屋暮らしで学んだこと』 2016年 世界文化社
- 『TETON 感じて生きる 山からの提案』 2017年 世界文化社
- 『一流の磨き方』 2017年 ダイヤモンド社
- 『映画「カーラヌカン」原作小説 "愛になれ"』 2018年 MUJI BOOKS
- 『ANKOU'S NEW CINEMA☆3 浜野安宏 新野生派宣言』 2018年 六耀社
- 「I Fish therefore I am 釣極道」現代書林
- 「自由・無限ーBREAK THROUGH」株式会社　集英社インターナショナル